# Спринчената (Олт)
Спринчената (рум. Sprincenata) насеље је у Румунији у округу Олт у општини Спранчената. Oпштина се налази на надморској висини од 121 m.

## Становништво
Према подацима из 2011. године у насељу је живело 2983 становника.